# Креуса (дочка Ерехтея)
Креуса (дав.-гр. Κρέουσα, «царівна») — персонажка давньогрецької міфології, афінська царівна, дочка Ерехтея і Праксіфеї, сестра Кекропса, Метіона, Пандора, Прокріди, Креуси, Хтонії, Орітії, ймовірно Протогонії і Пандори. Дружина Ксута, від якого мала Іона, Ахея і Діоміду.
Згідно з іншою версією Креусою оволодів Аполлон, від якого вона й народила Іона, а потім її видали за Ксута. За другою версією народила від Гермеса Кефала.
Міф про Креусу входить до трагедій Евріпіда «Іон», Софокла «Креуса» та «Іон», де вона є діючим персонажем.
На честь Креуси названо астероїд 488 Креуза.